# Gunung Sikulat
Gunung Sikulat är ett berg i Indonesien.   Det ligger i provinsen Aceh, i den västra delen av landet, 1 500 km nordväst om huvudstaden Jakarta. Toppen på Gunung Sikulat är 366 meter över havet.
Terrängen runt Gunung Sikulat är varierad. Havet är nära Gunung Sikulat åt sydväst.Runt Gunung Sikulat är det ganska tätbefolkat, med 100 invånare per kvadratkilometer. I omgivningarna runt Gunung Sikulat växer i huvudsak städsegrön lövskog.